# 维克多·艾里斯
維克多·艾里斯·阿拉斯（西班牙語：Victor Erice Aras，1940年6月30日—），西班牙导演，主要作品包括《蜂巢的幽靈》（1973）和《南方》（1983），其中《蜂巢的幽靈》被誉为西班牙电影史最出色的作品之一。

## 早年经历
維克多·艾里斯出生于西班牙巴斯克自治区比斯开省卡兰特萨阿兰阿，出生几个月后他与家人移居到圣塞巴斯蒂安，直到17岁时赴马德里攻读学士学位，此后定居马德里。

## 电影经历
艾里斯早年在马德里康普顿斯大学学习法律与政治学，此后，1961年在西班牙电影官方学院学习。他为《艺术与电影摄影艺术思考手册》（Cuadernos de arte y pensamiento o Nuestro cine）之类杂志撰写影评，同时从事编剧、演员等方面工作，曾为米格尔·毕加索（Miguel Picazo）和安东尼奥·埃塞萨（Antonio Eceiza）担任编剧，并出演曼努埃尔·雷韦尔塔（Manuel Revuelta）作品。1963年，他完成在西班牙电影官方学院（Escuela Oficial de Cinematografía）的学业并获得导演深造文凭。在学校最后一年，他的中短片电影《逝去的日子》（los dias perdidos)代表西班牙电影学院入选第六届圣塞巴斯蒂安电影节和电影作者圈大奖（C.E.C）。
1969年，他与Claudio Guerin和Jose Luis Egea合作执导长片《Los desafios》，该片获得圣塞巴斯蒂安电影节电影摄影艺术作者环节最佳男演员和最佳编剧奖。

### 《蜂巢幽灵》（1973）
1973年，他执导个人第一部长片《蜂巢幽灵》。最初与编剧Angel Fernandez-Santos的构想是一部预算更高，更具有表现主义特征的黑白恐怖片。后来由于实际预算有限，二人决定采取更加个人而不那么奇幻的风格。制片人Elias Querejeta只看了五页描述就对这个故事产生了强烈的兴趣。随后他们出于商业需求决定改用彩色摄影，这也就意味着摄影导演Luis Cuadrado必须尝试一系列特有的暖色。《蜂巢幽灵》一开始就启用了费南多·费尔南·戈麦斯（Fernando Fernan Gomez）和安娜·托伦特（Ana Torrent）担任主演。该片于圣塞巴斯蒂安电影节首映并荣获金壳奖此外获得了芝加哥影展银雨果奖、都灵电影节最佳电影、最佳艺术及其他五项大奖，CEC最佳导演及最佳电影奖。2004年，《蜂巢幽灵》在导演本人监督下重修并重映。

### 《南方》 （1983）
艾里斯与作家Adelaida Garcia Morales相识相恋，将后者作品《南方》制成艺术电影，由伊西亚尔·博利亚因（Iciar Bollain）、奥梅罗·安东努蒂（Omero Antonutti）与拉法拉·阿帕里西奥（Raraela Aparicio）主演。
这部艾里斯导演的第二部长片因为制片人Elias Querejeta阻拦没有能够完整上映，该制片人认为该片已有的素材已经足够讲述一个完整的故事，加以时间限制，只得匆匆完成。
《南方》在戛纳电影节大放异彩，被提名金棕榈奖并最终获得多项奖项
，其中包括芝加哥影展金雨果奖、波尔多电影节最佳电影奖、圣保罗电影节最佳导演奖和CEC最佳导演奖。各项好评使得《南方》最终再也无法真正完成拍摄。艾里斯本人认为这部作品始终是未完成的。
《南方》之后，艾里斯改编了博尔赫斯的《死亡与指南针》和Garcia Morales的《好》(Bene）；此后与小制片商El Silencio合作改编Garcia Morales另一部小说《水妖的沉默》（El Silencio de las sirenas）但最终取消制作。
艾里斯最终没有发表其中任何一部作品，而是重新开始执导广告和电视作品，随后指导了贝托鲁奇《末代皇帝》的配音。

### 《光之梦》 （1992）
《光之梦》是艾里斯导演的第三部长片。该片是关于现实主义画家Antonio Lopez的个人纪录片。这部作品的起源是艾里斯关于画家Velazquez画作《Las Meninas》的一个纪录片电影项目。艾里斯花两年时间编写剧本，但在即将完工之际发现另一位导演已经导了一部同一主题的电影。
随后艾里斯收到西班牙国家电视台的邀请，执导由Luis Eduardo Aute制片一部关于全世界画家的短纪录片剧集。这部剧集需要导演与画家合作，艾里斯则负责拍摄画家Antonio Lopez 《La terreza de Lucio》这部画作。最终由于资金原因这个项目夭折了，但艾里斯导演与画家Antonio Lopez的友情却延续了下去。
1990年夏天，艾里斯用笔记和摄影记录Lopez在马德里市区创作四幅新作，项目结束后，Lopez向艾里斯分享了他想画自家花园里的榅桲树，实际上他一直被一个关于榅桲树的梦境萦绕着。受此启发，一周后他们就开始了《光之梦》的拍摄，自己制作，没有一行台词也没有任何预算，只是极有限的技术团队和一个充满野心的艺术规划。
这部电影在戛纳（评委会大奖）、蒙得维的亚（评委会大奖）和芝加哥（金雨果奖）首映。
25年后，戛纳电影节将这部电影选入经典电影中，借此机会艾里斯提交了数码重修版本，其中包括轻微调整。

## 作品

### 导演

#### 长片
- 1969年：《挑戰》（Los desafíos；聯合執導）
- 1973年：《蜂巢的幽靈》（El espíritu de la colmena）
- 1983年：《南方（西班牙语：El sur (película)）》（El sur）
- 1992年：《光之夢》（El sol del membrillo）
- 2023年：《雙眼之間》（Cerrar los ojos）

#### 其他
- 1961 : En la terraza, 短片
- 1962 : Entrevías, 短片
- 1962 : Páginas de un diario perdido, 短片
- 1963 : Los Días perdidos, 中短片 (41分钟)
- 1969 : Los Desafíos, 第三集, 合作导演 : C. Guérin & J. L. Egea (102 分钟)
- 1990 : Apuntes 1990 - 2003, 影片 (28分30秒)
- 1996 : "Preguntas al atardecer", 电视剧《纪念电影101》， 视频 (6分钟)
- 2002 : "Alumbramiento", 短片(10分钟) ，电影《十分钟年华老去：小号篇》片段
- 2005 / 2007 : "鸿雁传情：維克多.艾里斯与阿巴斯.基亚罗斯塔米往来影笺", 巴塞罗那当代文化中心策展，2008年巴黎蓬皮杜中心重映
- 2005 : Memoria y sueño, 影片, 纪录片电视剧
- 2006 : 红色死神, 影片 (34分钟)
- 2011 : 3.11 家的感觉，河濑直美提议联合导演中的短片